# Moreruela de Tábara
Moreruela de Tábara – gmina w Hiszpanii, w prowincji Zamora, w Kastylii i León, o powierzchni 68,15 km². W 2011 roku gmina liczyła 360 mieszkańców.